# 1250.
1250. je šesto desetletje v 13. stoletju med letoma 1250 in 1259. 